# Jean Hercule de Rosset de Rocozels de Fleury
 (octobre 2016).
Si vous disposez d'ouvrages ou d'articles de référence ou si vous connaissez des sites web de qualité traitant du thème abordé ici, merci de compléter l'article en donnant les références utiles à sa vérifiabilité et en les liant à la section « Notes et références ».
Pour les autres membres de la famille, voir Rosset de Rocozels.
Jean Hercule de Rosset de Rocozels, duc de Fleury (né en 1683 - mort en 1748) est un militaire français.

## Biographie
Issu de l'ancienne famille des Rosset de Rocozels, il naît à Ceilhes au château de Bouloc et est baptisé par son oncle et parrain le futur cardinal de Fleury en l'église paroissiale Saint-Jean-Baptiste de Ceilhes. Page de la Petite-écurie du roi, il fait la campagne de Flandre, puis est fait capitaine de cavalerie au régiment de la reine, et participe à la guerre contre les Camisards dans les Cévennes. Il devient baron de Pérignan en 1714, puis marquis de Rocozels en 1724. Gouverneur de Sommières et d'Aigues-Mortes, il est le premier duc de Fleury et pair de France (en 1736).
Il épouse Marie de Rey (morte à Paris en 1778). Ils sont les parents de:
- André Hercule de Rosset de Fleury (1715-1788), duc et pair de Fleury (1715-1788)[2], qui épouse en 1736 Anne Madeleine Françoise de Monceaux d'Auxy (+ 1802) ;
- Pierre Augustin Bernardin de Rosset de Fleury (1717-1780) évêque de Chartres de 1746 à 1780;
- Henri Marie Bernardin de Rosset de Fleury (1718-1781), archevêque de Tours de 1750 à 1773, puis de Cambrai jusqu'à sa mort;
- Marie Antoinette de Rosset de Fleury (1721-1754), qui épouse en 1734  François Raymond vicomte de Narbonne-Pelet;
- Gabrielle Isabeau Thérèse de Rosset de Fleury (1728-1800), qui épouse en 1743 Charles Eugène Gabriel de La Croix de Castries, marquis de Castries, dont descendance (dont leur arrière-petite-fille, Élisabeth de Mac Mahon).